# Lázár Albert
Szárhegyi gróf Lázár Albert (Bécs, 1813. február 7. – Marosvásárhely, 1884. október 27.) császári katona, 1849-es honvéd-őrnagy.

## Életútja
Gróf Lázár József császári kamarás, lovas-százados és Péchy Eszter fia. Előbb Marosvásárhelyen, aztán Bécsben tanult, végül Kolozsváron a királyi líceumban járta iskoláit. A katonai pályára lépve, előbb egy ideig az akkor Erdélyben tanyázó és Alberti nevet viselő chevauxlegers ezrednél katonáskodott, azután mint hadnagy a 2. számú Schwarzenberg dzsidás ezredbe lépett, de csak kevés ideig szolgált, és elhagyva az ezredet visszament Erdélybe. Egy ideig Szászerkeden lakott, azután Oláhsolymoson, ahol magának lakhelyet épített, és gazdasággal foglalkozott. 1849-ben Bem táborában harcolt és január 17-én egy Savoyen dragonyos főhadnagyot, aki Gálfalvánál osztályából előrohanva, Bem vezér kíséretét vakmerően megtámadta, megsebesítve foglyul ejtett; március 2-án Mészáros Lázár őrnagynak nevezte ki és Medgyesen térparancsnok volt. A szabadságharc után, hol Marosvásárhelyt, hol Medgyesen lakott, és kisebb nyereségi vállalatokkal foglalkozott.
Petőfi haláláról mint szemtanú írt a Reformba (1874. 219. sz.) és a Vasárnapi Ujságba (1884. 46. sz.)